# Linxys Gold Truck
Linxys Gold Truck – hybrydowy samochód dostawczy typu van klasy kompaktowej produkowany pod chińską marką Linxys od 2023 roku.

## Historia i opis modelu

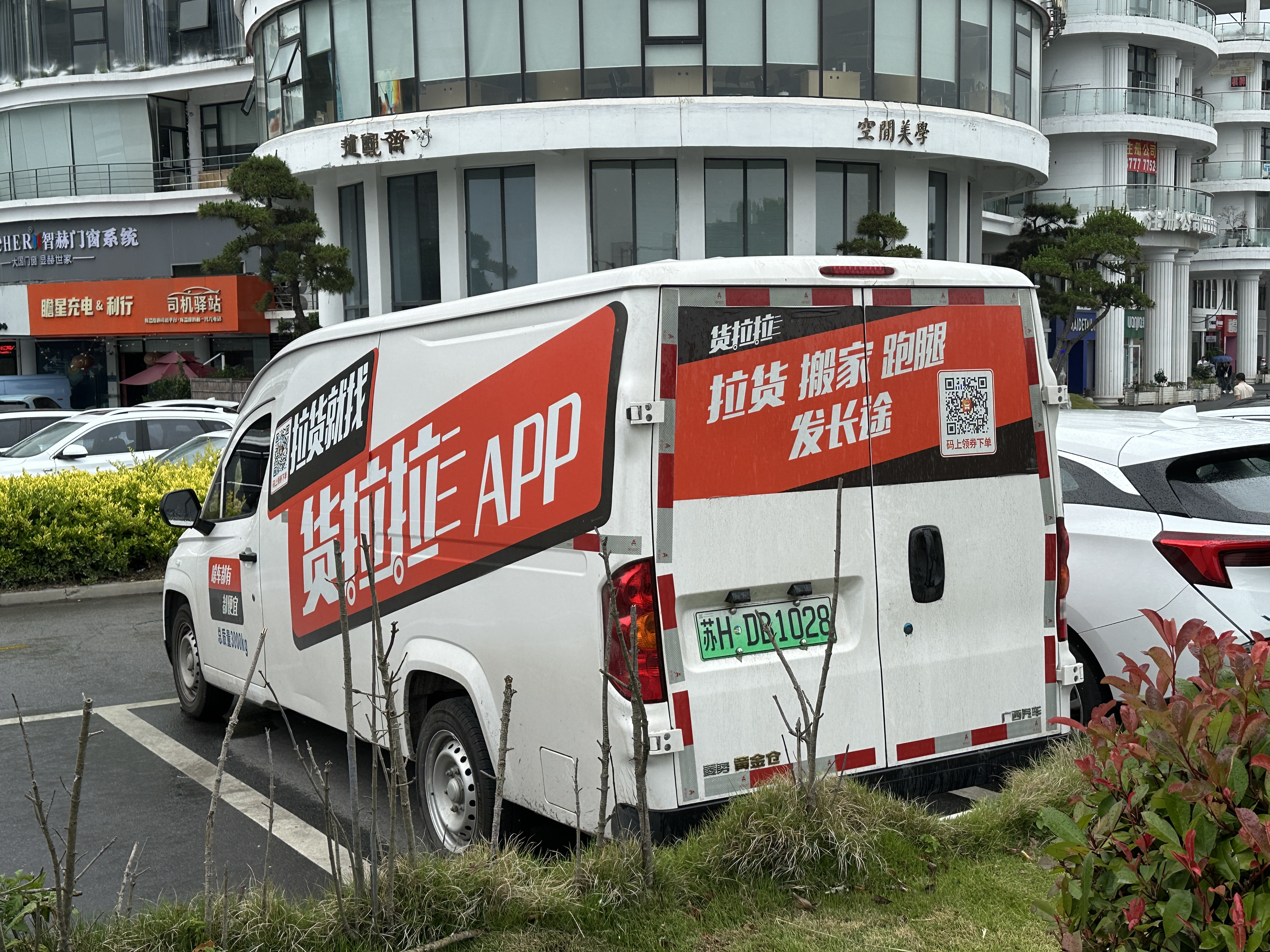
Linxys Gold Van - tył

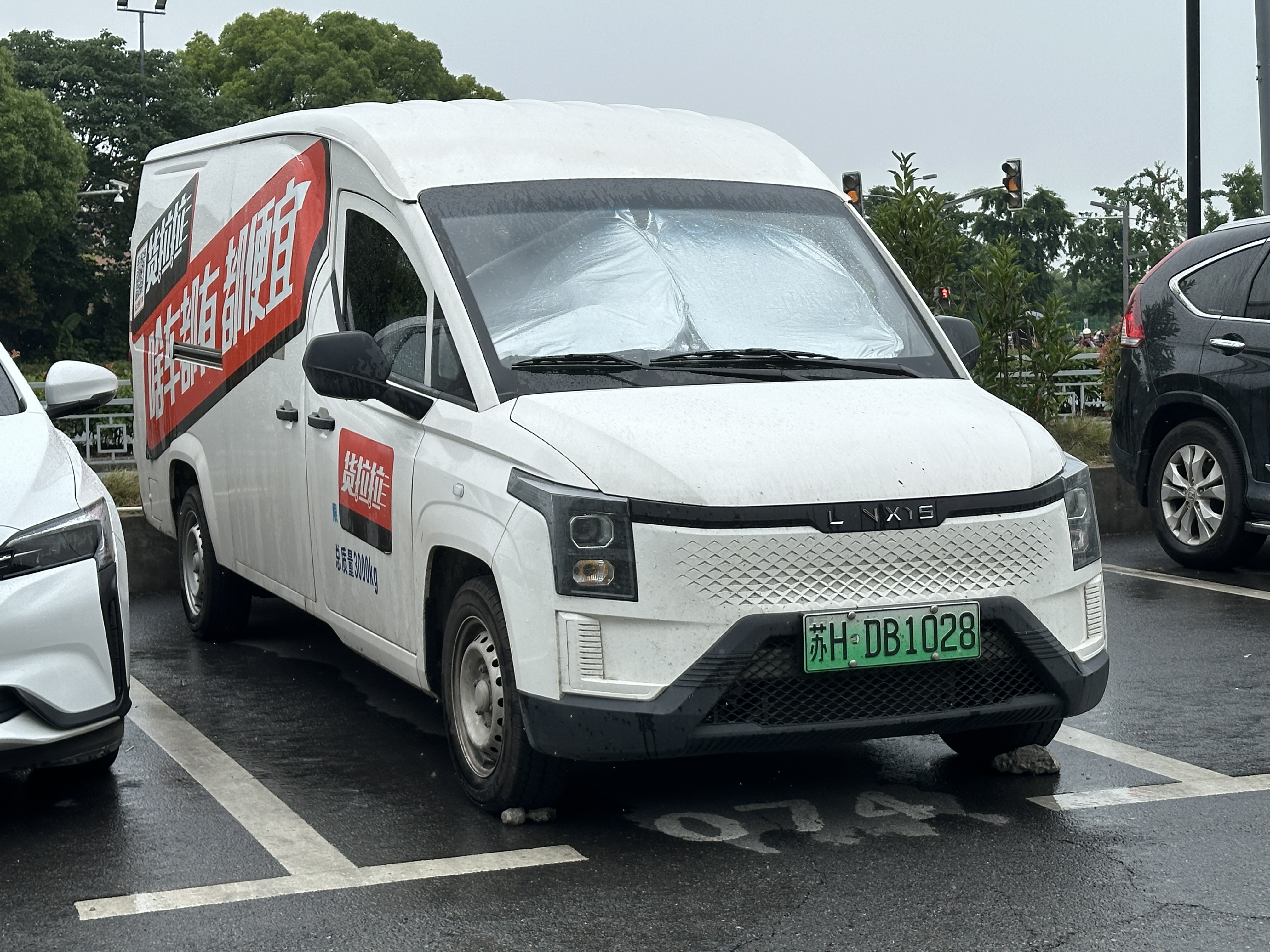
Linxys Gold Van

Podczas inauguracji nowej marki Linxys koncernu Guangxi Auto w czerwcu 2023 miała miejsce premiera pierwszego modelu, kompaktowej półciężarówki Gold Truck. Samochód zyskał aerodynamicznie ukszałtowane nadwozie z położoną pod ostrym kątem przednią szybą i przysadzistymi pionowymi reflektorami połączonymi poprzeczką z nazwą modelu. Kabina pasażerska została utrzymana w surowym i budżetowym charakterze, z dwuramienną kierownicą i dwoma wyświetlaczami pełniącymi kolejno funkcję zegarów oraz systemu multimedialnego.
Nieco ponad pół roku po premierze Gold Truck, w lutym 2024 zaprezentowano odmianę zamkniętą o nazwie Linxys Gold Van. Samochód zyskał obszerny, kanciasto ukształtowany przedział transportowy, a także przeprojektowaną deskę rozdzielczą o innym układzie wskaźników. Ponadto, samochód zyskał napęd elektryczny o zasięgu do 328 kilometrów, a nie spalinowo-elektryczny.

### Sprzedaż
W pierwszej kolejności Linxys wprowadził do sprzedaży odmianę pickup, z zasięgiem rynkowym ograniczonym wyłącznie do wewnętrznego rynku chińskiego. Samochód uplasował się w gamie jako model budżetowy, mający pozwolić Guangxi Auto na zwiększenie udziału rynkowego i wolumenu sprzedaży.

### Dane techniczne
Linxys Gold Truck zyskał napęd hybrydowy pracujący w cyklu Atkinsona, z 1,6 litrowym czterocylindrowym wolnossącym silnikiem benzynowym o mocy 163 KM i 320 Nm maksymalnego momentu obrotowego. Samochód zaoferował spalanie w cyklu mieszanym wynoszace ok. 6,5 litrów na 100 kilometrów, a także średni zasięg 600 kilometrów.